# FS E.321
FS E.321 era uma locomotiva elétrica que se operou entre 1960 e 2002 Foi lançado mais tarde, o FS E.322, outra locomotiva de mesmo porte e função, porém com ausência de cabina e pantógrafo para dobrar o desempenho.